# Астерикс и готите
Астерикс и готите (на френски: Astérix et les Goths) е третият комикс албум от поредицата Астерикс, написан от Рене Госини и илюстриран от Албер Юдерзо. Първоначално комиксът е публикуван на части от 18 май 1961 г. до 22 февруари 1962 г. във френското списание Пильот (от брой 82 до брой 122), като през 1963 г. е издаден в еднотомно издание.
Историята се фокусира върху Астерикс и Обеликс, които пътуват до земите на готите в Германия, за да спасят своя друид от похитителите му, които се стремят да завладеят галите и римляните.

## Сюжет
Внимание:  Текстът по-долу разкрива сюжета на произведението (или части от него)!
Комиксът започва като показва Панорамикс, който се готви да пътува сам на годишното събрание на друидите в Карнутската гора. Астерикс и Обеликс решават да го придружат при пътуването му. Поради условието, че недруиди не се допускат, главните герои остават извън гората по време на конференцията. Междувременно в границите на Римската империя легионерите Балтоний и Лимоний са нападнати и вързани от една банда готи, които възнамеряват да отвличат друида на годината (наградата на победителя в надпреварата на Карнутския сбор) и с неговата магия да завладеят Галия и Рим.
Тримата гали се срещат с белгийския приятел на Панорамикс – друида Общностикс, който използва магическите си сили, за да убеди римляните (които проверяват района за готи), че те всъщност са друиди. На входа на Карнутската гора Панорамикс и приятелят му се разделят с Астерикс и Обеликс. Но те не знаят, че банда готи се крие наблизо. Друидите започват своят събор.
Панорамикс отива последен, но лесно печели „Златен менхир“ с отвара, която дава свръхчовешка сила. Осъзнавайки, че Панорамикс е друидът, от който се нуждаят, готите го нападат от засада, докато той напуска гората, и го връзват. Минава време и Астерикс и Обеликс, страхувайки се за безопасността на техния приятел, влизат в гората, за да то потърсят. Нашите герой обаче намират визиготски шлем (всъщност pickelhaube, като тези носени от германците по време на първите години на Първата световна война). Те моментално заминават на изток (старателно объркващо Обеликс), за да спасят Панорамикс.
Друг римски патрул обърква Астерикс и Обеликс за готи и съобщават на римския генерал Амебий. Амебий изпраща рисунки на Астерикс и Обеликс с награда за залавянето им.
Астерикс има гениална идея и двамата гали хващат двама легионери, крадат техните брони и оръжия, и ги оставят вързани и със запушени уста. Галите бързо се изнасят към границата незабелязани от никой, но двама други легионери намират вързаните им другари и ги смятат за готите. Бързайки да зарадват генерала, те му ги доставят. След като Амебий разбира истината, той щедро награждава легионерите с места на арената – при лъвовете.
Готите преминават на границата на Римската империя и влизат в Германия, но са спрени от техните митничари. Междувременно Астерикс и Обеликс си слагат галските дрехи и също преминават границата към готските земи. Астерикс и Обеликс са срещнати от готски отряд, който ги смята за римляни. Галите бързо отупват готите и си слагат техните дрехи.
В крайна сметка готите представят Панорамикс на готския вожд Теубих. Теубих вика преводача си на галски Гадолих, който е заплашен да бъде убит, ако не убеди жреца да си сътрудничат и да свари магическа отвара. Въпреки че Панорамикс категорично отказва, Гадолих лъже и казва, че той се е съгласил да направи това в рамките на една седмица, при пълнолуние.
Астерикс и Обеликс наближават главния град на готите – Берлин и попадат в готската войска. Галите се опитват да се измъкнат през нощта, но са заловени от готския отряд. Междувременно преводачът Гадолих също се опитва да избяга, но е заловен от отряда хванал Астерикс и Обеликс.
Галите са заведени при Теубих. Панорамикс разкрива, че той всъщност може да говори готски и казва на Теубих, че Гадолих го мами. Още веднъж той е хвърлен в затвора с галите и всички те са осъдени на смърт.
Астерикс, Обеликс и Панорамикс изработват схема, в която дават на много готи от вълшебната отвара, така че те прекарват време и енергия, които се бият помежду си, вместо да нахлуват в Галия и Рим. Под претекст за готвене на последната галска супа, Панорамикс дава на тъмничаря списък на съставките и билките за отварата.
По време на публичната екзекуция (разчекване с коне), Гадолих моли да бъде пръв. Пълен с Вълшебна отвара, той устоява на всички опити на изтезания, сваля от власт Теубих. Теубих е хвърлен в затвора и Гадолих става вожд на готите. Галите посещават Теубих в затвора и му дават от магическия еликсир. Теубих бяга от затвора и напада Гадолих. Когато двата вожда се сбиват, никой не побеждава, тъй като и двамата са пили от магическата отвара. Всеки си оттегля като обещава, че ще се върне с армия.
Междувременно галите се скитат около града, като дават отвара на всеки гот, който изглежда безобиден и които ще се радва на шанса да вземе властта. Всеки вожд набира войска и объркващия започва набор от конфликти, известен като „Астериксовите войни“, като по този начин успешно се постига раздор в Германия, че племената ще бъдат по-заети с това да се бият помежду си, вместо да се опитват да завземат други страни. Нещо, което продължава чак до Ото фон Бисмарк
Въпреки че тяхната мисия за поддържане на мира вероятно е създал повече жертви, отколкото мир, Астерикс, Обеликс и Панорамикс преодоляват готическото нахлуване в Рим. Тримата гали са на път обратно към Галия. Героите се връщат вкъщи и са посрещнати с отворени обятия от селото, които правят обичайния си банкет в тяхна чест.

## В България
През 2014 г. е издаден от Артлайн Студиос, като се спазва хронологията на публикуване на поредицата. Преводът е на Венелин Пройков.